# Karl Wilhelm Georg von Hessen-Darmstadt

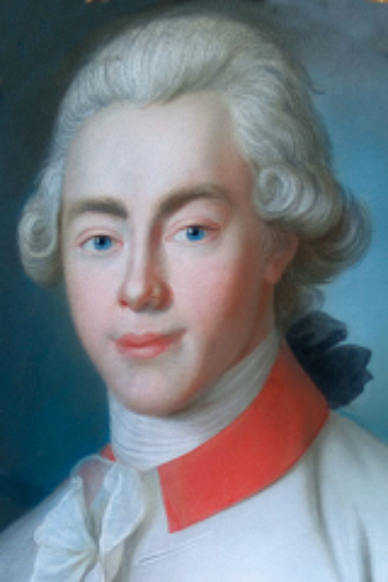
Karl Wilhelm Georg von Hessen-Darmstadt (1757–1795), kaiserlicher Generalmajor

Karl Wilhelm Georg von Hessen-Darmstadt (* 16. Mai 1757 in Darmstadt; † 15. August 1795 ebenda) war ein landgräflicher Prinz und kaiserlicher Generalmajor.

## Leben

### Herkunft und Familie
Karl Wilhelm Georg war der Sohn des Landgrafen Georg Wilhelm von Hessen-Darmstadt (1722–1782) und dessen Gemahlin Maria Luise Albertine zu Leiningen-Dagsburg-Falkenburg (1729–1818) und wuchs zusammen mit seinen Geschwistern auf:
- Ludwig (1749–1823), Generalfeldmarschall
- Friederike (1752–1782)
- Georg Karl (1754–1830)
- Friedrich Georg (1759–1808), Oberst und Schriftsteller
- Luise Henriette Karoline (1761–1829) ⚭ 1777 Cousin Ludwig I. von Hessen-Darmstadt
- Auguste Wilhelmine (1765–1796) ⚭ 1785 Maximilian I. (1756–1825), Kurfürst

### Karriere
Er entschied sich wie seine beiden Brüder Ludwig Georg und Friedrich Georg für den Militärdienst. Sein Großvater Ludwig VIII. hatte ihn als Dreijährigen zum Rittmeister der hessischen Leibgarde ernannt und dessen Sohn Ludwig IX. („Soldaten-Landgraf“) ihn später zum Major befördert. 1773 kam er in das von seinem Vater geführte kaiserliche Dragonerregiment. Kaiser Franz I. ernannte ihn 1783 zum Generalmajor. In diesem Rang blieb er bis zu seinem Tode.
Karl Wilhelm Georg wurde in der Stadtkirche Darmstadt in der Familiengruft der Landgrafen begraben.